# Antonio Savazzini
Antonio Savazzini (Parma, 14 luglio 1766 – Parma, 3 giugno 1822) è stato un pittore italiano.

## Biografia
Allievo di Pietro Melchiorre Ferrari, divenne nel 1816 professore di disegno all'Accademia di Belle Arti di Parma. Della sua opera rimangono solamente un Ritratto di Maria Luigia presso l'Università di Parma ed una Sacra Famiglia nella chiesa di Santa Maria delle Grazie di Parma.